# Pak Yong-mi
Pak Yong-mi, née le 8 février 1991, est une lutteuse libre nord-coréenne. Elle remporte la médaille d'or dans la catégorie des moins de 53 kg lors des championnats du monde en septembre 2019. Avec cette médaille, elle se qualifie pour les Jeux olympiques d'été de 2020. Toutefois, en juin 2021, la Corée du Nord retire sa participation, ce qui signifie que Luisa Valverde de l'Équateur participe à sa place.